# Вільшанка (притока Смоша)
Вільша́нка, Ольшанка — річка в Україні, у Прилуцькому районі Чернігівської області. Права притока Смоша (басейн Дніпра).

## Опис
Довжина річки 14 км., похил річки — 2,1 м/км. Площа басейну 52,5 км².

## Розташування
Бере початок на північно-західній околиці Ольшани. Тече переважно на південний схід через Оникіївку і у Ряшках впадає у річку Смош, ліву притоку Удаю. 
У Ольшані річку перетинає автомобільна дорога Т 2524.